# Zelotes poonaensis
Zelotes poonaensis este o specie de păianjeni din genul Zelotes, familia Gnaphosidae, descrisă de Benoy Krishna Tikader și Gajbe, 1976. Conform Catalogue of Life specia Zelotes poonaensis nu are subspecii cunoscute.